# Pennsylvania 200 1964
Pennsylvania 200 1964 var ett stockcarlopp ingående i Nascar Grand National Series (nuvarande Nascar Cup Series) som kördes 21 juli 1964 på den 0,5 mile (804,672 m) långa ovalbanan Lincoln Speedway i New Oxford i Pennsylvania. Totalt avverkades 100 miles (160,934 km) fördelat på 200 varv. 
Banunderlaget var dirt. Loppet vanns av David Pearson i en Dodge på tiden 1:12.40 körande för Cotton Owens. Pearsons snitthastighet uppgick till 82,568 mph. Prispotten uppgick till 4 640 dollar, varav 1 000 dollar gick till segraren.

## Resultat
| Plc     | Nr | Förare            | Team/ bilägare    | Konstruktör | Start | Varv | Ledda varv |
| ------- | -- | ----------------- | ----------------- | ----------- | ----- | ---- | ---------- |
| 1       | 6  | David Pearson     | Owens Racing      | Dodge       | 1     | 200  | 75         |
| 2       | 41 | Richard Petty     | Petty Enterprises | Plymouth    | 3     | 200  | 0          |
| 3       | 54 | Jimmy Pardue      | Burton-Robinson   | Plymouth    | 6     | 194  | 0          |
| 4       | 34 | Wendell Scott     | Scott Racing      | Ford        | 21    | 193  | 0          |
| 5       | 72 | Doug Yates        | Doug Yates        | Plymouth    | 7     | 192  | 0          |
| 6       | 02 | Curtis Crider     | Curtis Crider     | Mercury     | 9     | 190  | 0          |
| 7       | 31 | Al White          | Al White          | Ford        | 14    | 183  | 0          |
| 8       | 60 | Doug Cooper       | Bob Cooper        | Ford        | 5     | 181  | 0          |
| 9       | 9  | Roy Tyner         | Roy Tyner         | Chevrolet   | 18    | 177  | 0          |
| 10      | 68 | Bob Derrington    | Bob Derrington    | Ford        | 12    | 173  | 0          |
| 11      | 05 | Bob Welborn       | Holman Moody      | Ford        | 2     | 169  | 125        |
| 12      | 66 | Earl Brooks       | Scott Racing      | Chevrolet   | 10    | 109  | 0          |
| 13      | 88 | Neil Castles      | Buck Baker Racing | Chrysler    | 8     | 107  | 0          |
| 14      | 64 | Elmo Langley      | John Berejoski    | Ford        | 17    | 50   | 0          |
| 15      | 11 | Ned Jarrett       | Bondy Long        | Ford        | 4     | 32   | 0          |
| 16      | 45 | Louis Weathersbee | Louis Weathersbee | Plymouth    | 15    | 10   | 0          |
| 17      | 49 | Doug Moore        | GC Spencer Racing | Chevrolet   | 11    | 4    | 0          |
| 18      | 03 | LeeRoy Yarbrough  | Fox Racing        | Dodge       | 13    | 3    | 0          |
| 19      | 10 | Bernard Alvarez   | Bernard Alvarez   | Ford        | 16    | 3    | 0          |
| 20      | 01 | Pete Boland       | Curtis Crider     | Mercury     | 20    | 2    | 0          |
| 21      | 66 | Frank Tanner      | Frank Tanner      | Ford        | 19    | 2    | 0          |
| Källor: |    |                   |                   |             |       |      |            |